# Le Peintre et son carlin
Le Peintre et son carlin ou Autoportrait au chien ((en) The Painter and his Pug) est une peinture à l'huile sur toile réalisée en 1745 par le peintre anglais William Hogarth. 
La peinture fait partie des collections de la Tate Britain depuis 1824.

## Description
Dans la composition, Hogarth présente son autoportrait dans un tableau de forme ovale posé sur une pile de livres près d'une palette ; le chien, un carlin, est présent, assis au premier plan, semblant indifférent aux objets qui l'entourent, opposant sa « réalité » au tableau figurant derrière lui.

## Analyse
Hogarth a commencé cet autoportrait vraisemblablement au milieu des années 1730 : une analyse radiographique de la toile montre une première esquisse avec le peintre portant perruque et en habits de ville, comme dans cette miniature en émail sur cuivre attribuée à Jean-André Rouquet (vers 1740-1745, Londres, National Portrait Gallery), laquelle montre, comme ici, la trace d'une cicatrice sur le front du peintre, au dessus de l'œil droit. 
Parmi les objets, on distingue trois livres reliés sur le dos desquels on peut lire : « Shakespeare », « Swift/Works » et « Mil. P. Lost ». Le peintre désire établir ici un lien entre son art et la littérature anglaise, représentée par William Shakespeare, Jonathan Swift et Le Paradis perdu de John Milton ; la référence à Swift, écrivain satiriste mort en 1745, est la seule qui soit contemporaine à l'artiste. 
Au premier plan, à gauche, sur la palette, figure une ligne en forme de « S » inversé et l'inscription suivante : « The Line of Beauty W.H. 1745 » ; cette ligne de beauté est au centre d'un ouvrage théorique publié par le peintre en 1753, The Analysis of Beauty (L'Analyse de la beauté) : dans ce volume figure en guise de frontispice, ce même tableau, traduit en gravure par Hogarth lui-même. Imprimée en 1749, elle présente de très légères différences, dont un burin. Puis, Hogarth la reprendra en la détournant, en 1763, en une gravure féroce visant Charles Churchill, dans laquelle il se représente sous la forme d'un ours tenant une chope de bière.
Toujours au premier plan, à droite, figure le chien, un carlin (en anglais pug), tirant la langue : il est probable qu'il s'agisse de Trump, un animal qu'Hogarth évoque à plusieurs reprises dans ses anecdotes, y soulignant la ressemblance du chien d'avec son maître. On peut y voir une allusion au caractère bien trempé du peintre, réputé pour sa pugnacité (en anglais, pugnacity).